# Raškovice
Raškovice (in polacco Raszkowice, in tedesco Raschkowitz) è un comune della Repubblica Ceca facente parte del distretto di Frýdek-Místek, nella regione della Moravia-Slesia.